# Ireneopone gibber
Ireneopone gibber är en myrart som beskrevs av Horace Donisthorpe 1946. Ireneopone gibber ingår i släktet Ireneopone och familjen myror. Inga underarter finns listade i Catalogue of Life.